# 斯圖爾茨維爾 (密蘇里州)
斯圖爾茨維爾（英語：Stewartsville）是位於美國密蘇里州迪卡爾布縣的城市。

## 人口
根據2020年美國人口普查的數據，斯圖爾茨維爾的面積為2.58平方千米，當中陸地面積為2.56平方千米，而水域面積為0.02平方千米。當地共有人口733人，而人口密度為每平方千米284人。